# Sabrina (nombre)
Sabrina es un nombre de origen celta, forma latina del galés Hafren (en inglés Severn) y se refiere a un personaje mítico, quizás una diosa, asociada al río homónimo.
El significado del hidrónimo no ha podido ser explicado, si bien se lo relaciona con formas célticas que indican la lentitud del curso o su carácter de frontera entre Inglaterra y Gales. En Irlanda, por ejemplo, se conoce el río Sabrann, actualmente llamado Lee.
Según la obra pseudohistórica de Geoffrey de Monmouth, Sabrina fue el nombre de la hija del rey bretón Locrino y de la princesa huna Estrildis. Tras la muerte de su padre y ante la invasión de los habitantes de Cornualles, Sabrina y su madre Estrildis se arrojaron en el río que, desde entonces, llevó el nombre de la infortunada joven.

## Personajes ilustres
- Sabrina Salerno, cantante italiana
- Sabrina Bryan, actriz, cantante y bailarina estadounidense
- Sabrina Carballo, actriz argentina
- Sabrina Carpenter, actriz y cantante estadounidense
- Sabrina Garciarena, actriz argentina
- Sabrina Ionescu, baloncestista estadounidense